# Trilepis kanukuensis
Trilepis kanukuensis är en halvgräsart som beskrevs av Charles Louis Gilly. Trilepis kanukuensis ingår i släktet Trilepis och familjen halvgräs. Inga underarter finns listade i Catalogue of Life.